# Доддсвілл (Міссісіпі)
Доддсвілл (англ. Doddsville) — місто (англ. town) в США, в окрузі Санфлауер штату Міссісіпі. Населення — 69 осіб (2020).

## Географія
Доддсвілл розташований за координатами 33°39′36″ пн. ш. 90°31′17″ зх. д. / 33.66000° пн. ш. 90.52139° зх. д. (33.659864, -90.521439).  За даними Бюро перепису населення США в 2010 році місто мало площу 1,99 км², уся площа — суходіл.

## Демографія
Згідно з переписом 2010 року, у місті мешкало 98 осіб у 33 домогосподарствах у складі 20 родин. Густота населення становила 49 осіб/км².  Було 39 помешкань (20/км²).
Расовий склад населення:
| - 90,8 % — чорних або афроамериканців - 9,2 % — білих |

До двох чи більше рас належало 0,0 %. Частка іспаномовних становила 0,0 % від усіх жителів.
За віковим діапазоном населення розподілялося таким чином: 25,5 % — особи молодші 18 років, 66,3 % — особи у віці 18—64 років, 8,2 % — особи у віці 65 років та старші. Медіана віку мешканця становила 29,5 року. На 100 осіб жіночої статі у місті припадало 104,2 чоловіків;  на 100 жінок у віці від 18 років та старших — 87,2 чоловіків також старших 18 років.
Медіана доходів становила 21 250 доларів для чоловіків та 30 833 долари для жінок. За межею бідності перебувало 48,2 % осіб, у тому числі 9,8 % дітей у віці до 18 років та 25,0 % осіб у віці 65 років та старших.
Цивільне працевлаштоване населення становило 105 осіб. Основні галузі зайнятості: освіта, охорона здоров'я та соціальна допомога — 71,4 %, публічна адміністрація — 8,6 %, транспорт — 3,8 %, сільське господарство, лісництво, риболовля — 3,8 %.